# 程序能力
程序能力（procedural capacity）的定义是指當事人能有效自行為或自受訴訟或非訟程序行為的資格，依實體法規定享有完全行為能力人，即可獨立以法律行為負擔義務，因其意思能力應該可以辨識利害得失，並行使程序上之權利，因此在家事事件上具有程序能力。

## 特別情況
滿7歲以上的未成年人，僅有限制行為能力(limited legal capacity)，無法獨立以法律行為負義務，但仍然具有一定程度之意思能力，可以辨識利害得失時，即可以作為家事事件的當事人，關於其身分及人身自由的家事事件，法律賦予其程序能力，使其擔任程序主體的權利及聽審請求權，得以獲得法律上保障
至於未滿7歲之未成年人或受監護宣告人，雖然不具行為能力，不能獨立為有效之法律行為，但若能證明自己在法院審理時，有意思能力，則就自己為當事人且關於其身分及人身安全自由的家事事件，也有程序能力。